# Mike Peplowski
Michael Walter "Mike" Peplowski (Detroit, Michigan, 15. listopada 1970.) američki je umirovljeni profesionalni košarkaš. Igrao je na poziciji centra, a izabran je u 2. krugu (52. ukupno) NBA drafta 1993. od strane Sacramento Kingsa.

## Karijera
Peplowski je pohađao sveučilište u Michiganu. Nakon završetka sveučilišta odlučio se prijaviti na NBA draft 1993. godine. Izabran je kao 52. izbor NBA drafta 1993. od strane Sacramento Kingsa. U NBA ligi igrao je za Sacramento Kingse, Detroit Pistonse, Washington Bulletse i Milwaukee Buckse. Nakon sezone 1994./95. Peplowski se okušao u Europi u dresu Barcelone, ali bez većeg uspjeha. Nakon NBA povratka 1995. godine igrao je u dresu Bulletsa i Bucksa te se na konačno umirovljenje od košarke odlučio 1996. godine.

## Vanjske poveznice
- Profil  Arhivirana inačica izvorne stranice od 6. rujna 2015. (Wayback Machine) na Basketball-Reference.com